# Wanbu (köpinghuvudort i Kina, Jiangxi Sheng, lat 28,86, long 115,65)
Wanbu är en köpinghuvudort i Kina. Den ligger i provinsen Jiangxi, i den sydöstra delen av landet, omkring 30 kilometer nordväst om provinshuvudstaden Nanchang. Antalet invånare är 14 228. Befolkningen består av 7 013 kvinnor och 7 215 män. Barn under 15 år utgör 27,0 %, vuxna 15-64 år 60 %, och äldre över 65 år 12,0 %.
Runt Wanbu är det mycket tätbefolkat, med 4 343 invånare per kvadratkilometer. Närmaste större samhälle är Makou, 15,3 km nordost om Wanbu. Trakten runt Wanbu består till största delen av jordbruksmark.
Genomsnittlig årsnederbörd är 2 096 millimeter. Den regnigaste månaden är juni, med i genomsnitt 340 mm nederbörd, och den torraste är oktober, med 36 mm nederbörd.